# لشکر ۳ ژاپن
لشکر ۳ ژاپن (انگلیسی: 3rd Division) یکی از نه لشکر فعال نیروی زمینی دفاع‌ازخود ژاپن است. این لشکر تابع ارتش مرکزی است و مقر آن در ایتامی، هیوگو قرار دارد. مسئولیت این لشکر دفاع از استان‌های هیوگو، کیوتو، نارا، اوساکا، شیگا و واکایاما است. این لشکر در ۱۸ ژانویه ۱۹۶۲ تشکیل شد.
این لشکر که از سه هنگ پیاده‌نظام تشکیل شده است، به عنوان یک لشکر مستقر منطقه‌ای طبقه‌بندی می‌شود. ماموریت‌های این لشکر شامل دفاع و امنیت در منطقه سوم امنیتی (استان‌های شیگا، کیوتو، اوساکا، هیوگو، نارا و واکایاما)، دو استان و چهار استان در منطقه کینکی و همچنین امدادرسانی در بلایا و همکاری‌های مدنی و فعالیت‌های مشارکت بین‌المللی است. ستاد لشکر و ۱۳ واحد تحت فرماندهی آن در ۸ پادگان در دو استان و نیز دو استان در منطقه کینکی، به استثنای نارا و واکایاما، از جمله استان کیوتو (پادگان فوکوچیاما، پادگان اوکوبو)، استان اوساکا (پادگان شینودایاما، پادگان یائو)، استان هیوگو (پادگان ایتامی، پادگان سنو، پادگان هیمجی) و استان شیگا (پادگان ایمازو) مستقر هستند. استان نارا یک استان خالی برای نیروی زمینی دفاع از خود ژاپن است و هیچ واحدی مستقیماً تحت فرماندهی یک فرماندهی منطقه‌ای نیست.